# Mythologie de Mangareva

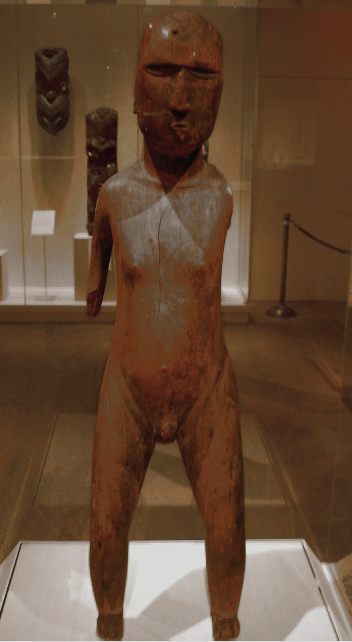
Une sculpture en bois de la divinité de Mangareva, Metropolitan Museum of Art.

La mythologie de Mangareva ou la tradition mangarévienne comprend les légendes, les contes historiques et les dictons de l'ancien peuple de Mangareva. Il est considéré comme une variante d'un récit polynésien plus général, développant son propre caractère unique pendant plusieurs siècles avant les années 1830. La religion a été officiellement supprimée au XIXe siècle et finalement abandonnée par les indigènes au profit du catholicisme romain. Le terme mangarévien pour dieu était Etua.

## Personnages et termes importants dans la tradition mangarévienne
- Ari
- Atu-motua
- Atu-moana
- Atea-Tangaroa
- Haumea, épouse de Tagaroa
- Hina, une déesse sauvage

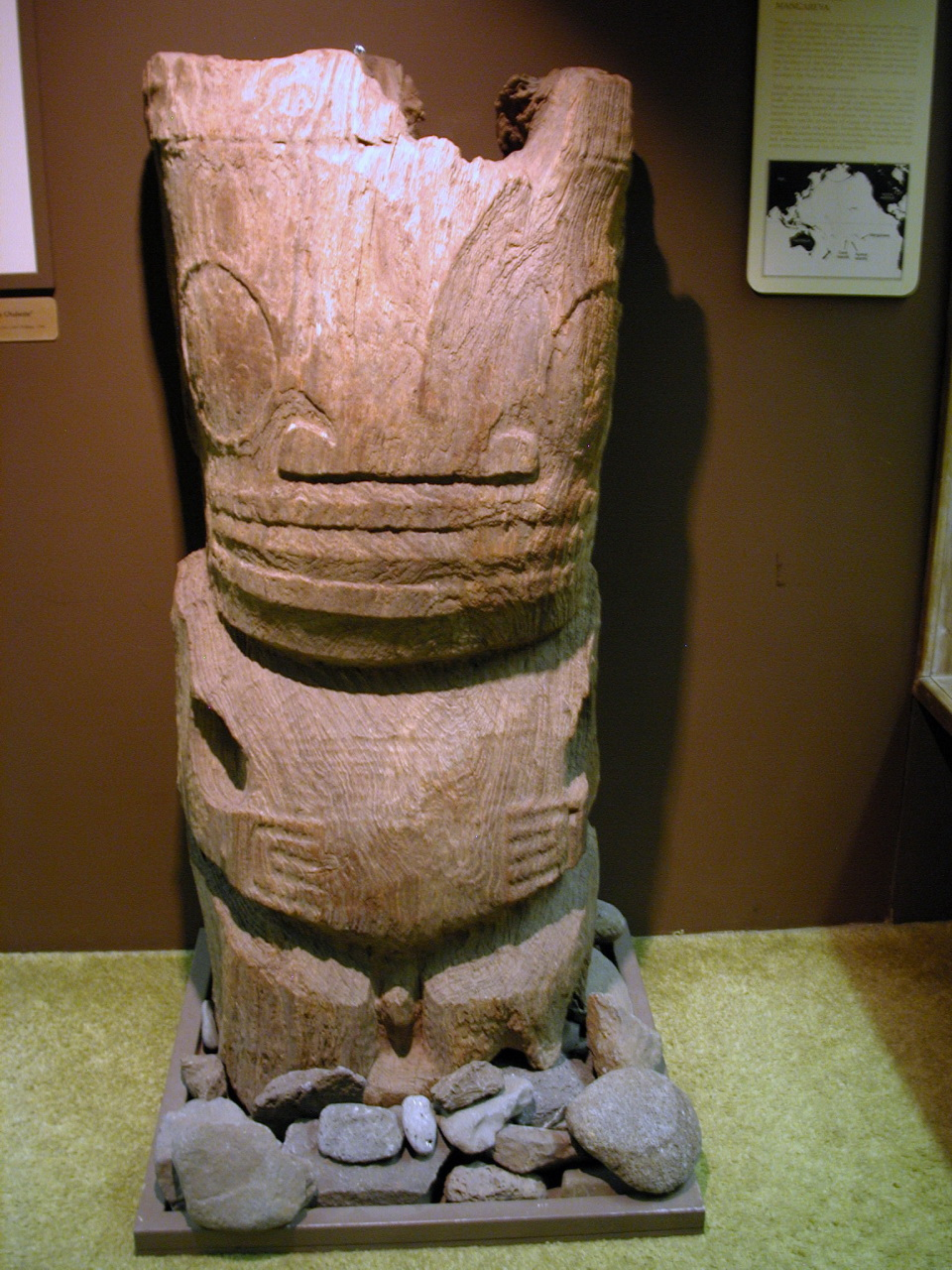
Une sculpture en bois de divinité mangarévienne. Musée Bernice P. Bishop.

- Huruamanu et Paparigakura mentionnés comme des dieux bienveillants vivant à Hapai
- Makuputu, le dieu des âmes des mortels décédés
- Mamaru
- Maui, parmi les dieux principaux
- Mauike, déesse du feu.
- Oro, parmi les dieux principaux
- Poaru, le monde souterrain
- Po-porutu et pouaru, le paradis du bonheur
- Po-garepurepu et po-kine, le paradis des ténèbres, de la peur et de l'effroi
- Raka, dieu des vents
- Rao[2].
- Rao et Tupo étaient des dieux du curcuma
- Rekareka, dieu du plaisir
- Rogo, divinité de la pluie
- Rongo[2].
- Ru-te-ragi, dieu des étoiles
- Tagaroa, parmi les dieux principaux
- Tairi, dieu du tonnerre.
- Tangaroa-Hurupapa, probablement synonyme de Tagaroa
- Tiki, le premier homme
- Toa-hakanorenore, déesse incarnée dans une anguille
- Toa-huehuekaha, déesse apparaissant dans des vêtements souillés
- Toa-miru, déesse de l'accouchement
- La pierre Toapere servait d'ancre à la pirogue double du roi Maputeoa, retrouvée dans la vase par la prêtresse Toapere[3].
- Tu, dieu principal.